# (200048) 2008 MQ3
(200048) 2008 MQ3 es un asteroide perteneciente al cinturón de asteroides, descubierto el 30 de junio de 2008 por el equipo del Spacewatch desde el Observatorio Nacional de Kitt Peak, Arizona, Estados Unidos.

## Designación y nombre
Designado provisionalmente como 2008 MQ3.

## Características orbitales
2008 MQ3 está situado a una distancia media del Sol de 2,154 ua, pudiendo alejarse hasta 2,422 ua y acercarse hasta 1,886 ua. Su excentricidad es 0,124 y la inclinación orbital 5,323 grados. Emplea 1155,39 días en completar una órbita alrededor del Sol.

## Características físicas
La magnitud absoluta de 2008 MQ3 es 17,4.